# Vince Young
Vincent Paul Young Jr. (* 18. Mai 1983 in Houston, Texas) ist ein ehemaliger US-amerikanischer American-Football- und Canadian-Football-Spieler auf der Position des Quarterbacks. Er spielte für die Tennessee Titans und die Philadelphia Eagles in der National Football League (NFL).

## College
Nach einer überzeugenden Vorstellung im Rose Bowl der Saison 2005 wurde Vince Young von Experten als einer der besten Quarterbacks in der Geschichte des College Footballs gehandelt. Deshalb wählten die Tennessee Titans Young als 3. Spieler in der NFL Draft 2006 hinter Mario Williams (Houston Texans) und Reggie Bush (New Orleans Saints) aus.

## NFL und CFL
Bereits in seiner ersten Saison wurde Vince Young als Starting-Quarterback nominiert. Seine Stärke als Dual-Threat Quarterback lag darin, dass er sowohl als Passer als auch als Läufer gefährlich war. Die gezeigten Leistungen brachten ihm am Ende der Spielzeit 2006 die Auszeichnung NFL Rookie of the Year. Aufgrund seiner Popularität wurde er auf dem prestigeträchtigen Cover des im Sommer 2007 erschienenen Videospiels Madden NFL 2008 abgebildet.
In seiner zweiten Spielzeit gelang es Young trotz einer Oberschenkelverletzung mit dem Team bis in die Wild Card Play-offs vorzustoßen, wenngleich seine Laufleistung, insbesondere die erzielten Yards pro Versuch, deutlich unter die Werte seiner Rookie-Saison fiel.
2008 verletzte er sich bereits im Eröffnungsspiel am Knie und wurde von Kerry Collins ersetzt. Nach seiner Genesung verblieb Young in der Rolle des Backups, da die von Collins dirigierte Offense zehn Spiele in Folge gewinnen konnte.
Sein letztes Regular-Season-Spiel in der NFL spielte er 2011 für die Philadelphia Eagles, sein letztes NFL-Preseason-Spiel 2013 für die Green Bay Packers, wo er vor Beginn der Regular Season entlassen wurde. 2014 war er noch kurzzeitig bei den Cleveland Browns unter Vertrag. Nach seiner Entlassung bei den Browns trat er von der NFL zurück. Im März 2017 verpflichteten die Saskatchewan Roughriders aus der Canadian Football League Young, der um die Backuprolle hinter Kevin Glenn kämpfen sollte, mit einem Zweijahresvertrag ohne garantiertes Geld. Nachdem sich Young im Training verletzt hatte, wurde er am 17. Juni 2017 von den Roughriders entlassen.